# La Sône
La Sône ist eine französische Gemeinde mit 614 Einwohnern (Stand: 1. Januar 2022) im Département Isère in der Region Auvergne-Rhône-Alpes (vor 2016 Rhône-Alpes). Sie gehört zum Arrondissement Grenoble und zum Kanton Le Sud Grésivaudan. Die Einwohner werden Sonois genannt.

## Geographie
La Sône liegt etwa 36 Kilometer westsüdwestlich von Grenoble in der historischen Landschaft Dauphiné an der Isère, die die Gemeinde im Südosten begrenzt, sowie dem Flüsschen Merdaret. Umgeben wird La Sône von den Nachbargemeinden Chatte im Norden, Westen und Osten, Saint-Romans im Süden und Südosten, Saint-Just-de-Claix im Süden sowie Saint-Hilaire-du-Rosier im Westen und Südwesten.

## Bevölkerungsentwicklung
| Jahr                       | 1962 | 1968 | 1975 | 1982 | 1990 | 1999 | 2006 | 2018 |
| -------------------------- | ---- | ---- | ---- | ---- | ---- | ---- | ---- | ---- |
| Einwohner                  | 688  | 641  | 671  | 665  | 574  | 590  | 620  | 586  |
| Quellen: Cassini und INSEE |      |      |      |      |      |      |      |      |

## Sehenswürdigkeiten
- romanische Kirche Saint-Pierre aus dem 11. Jahrhundert
- Schloss La Sône, frühere Burganlage aus dem 12. Jahrhundert, im 15. Jahrhundert umgebaut, seit 1983 Monument historique
- mittelalterlicher Turm
- Manufaktur von Saint-Chaumond aus dem 19. Jahrhundert
- Garten der Steinbrunnen, Monument historique

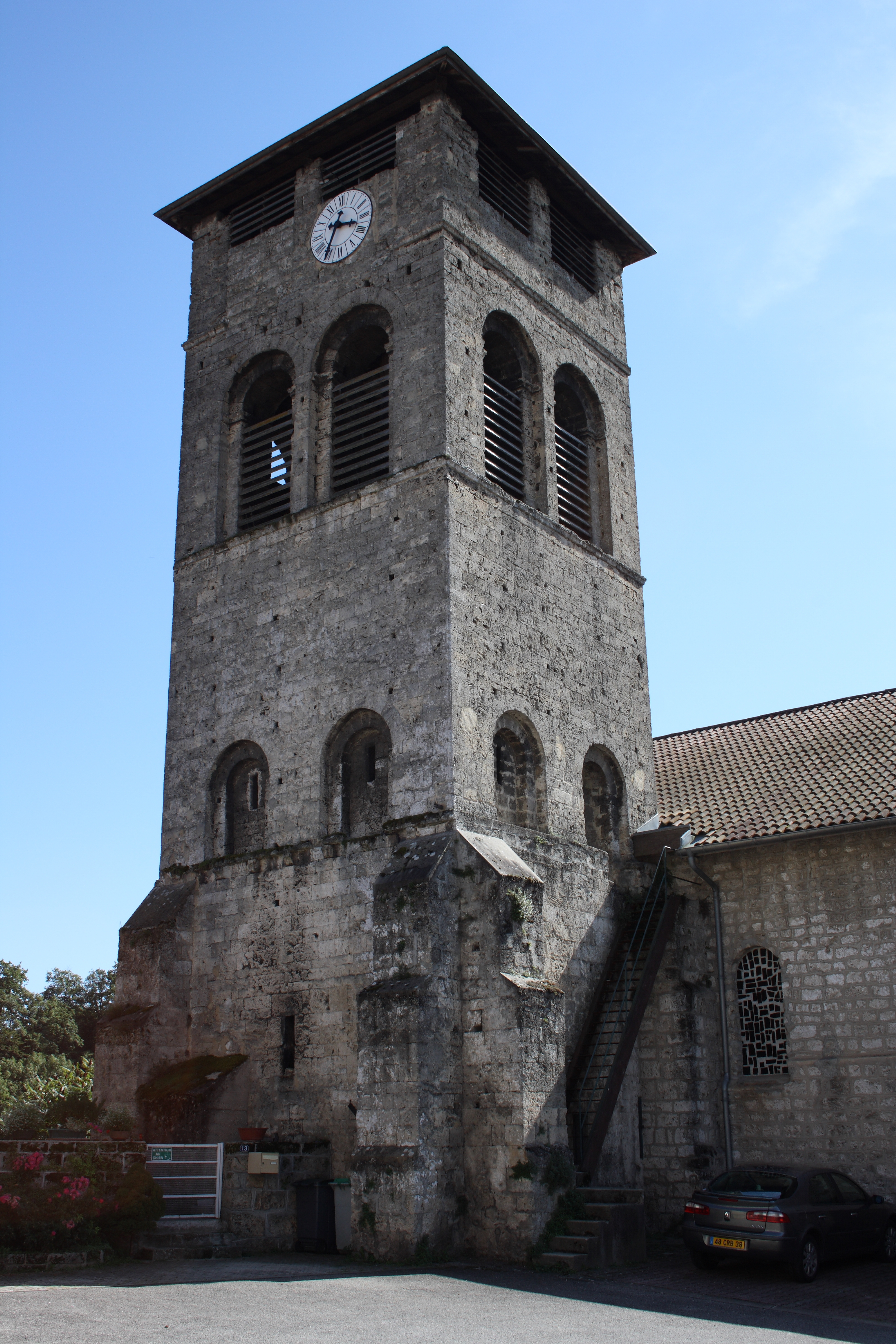
Kirche Saint-Pierre
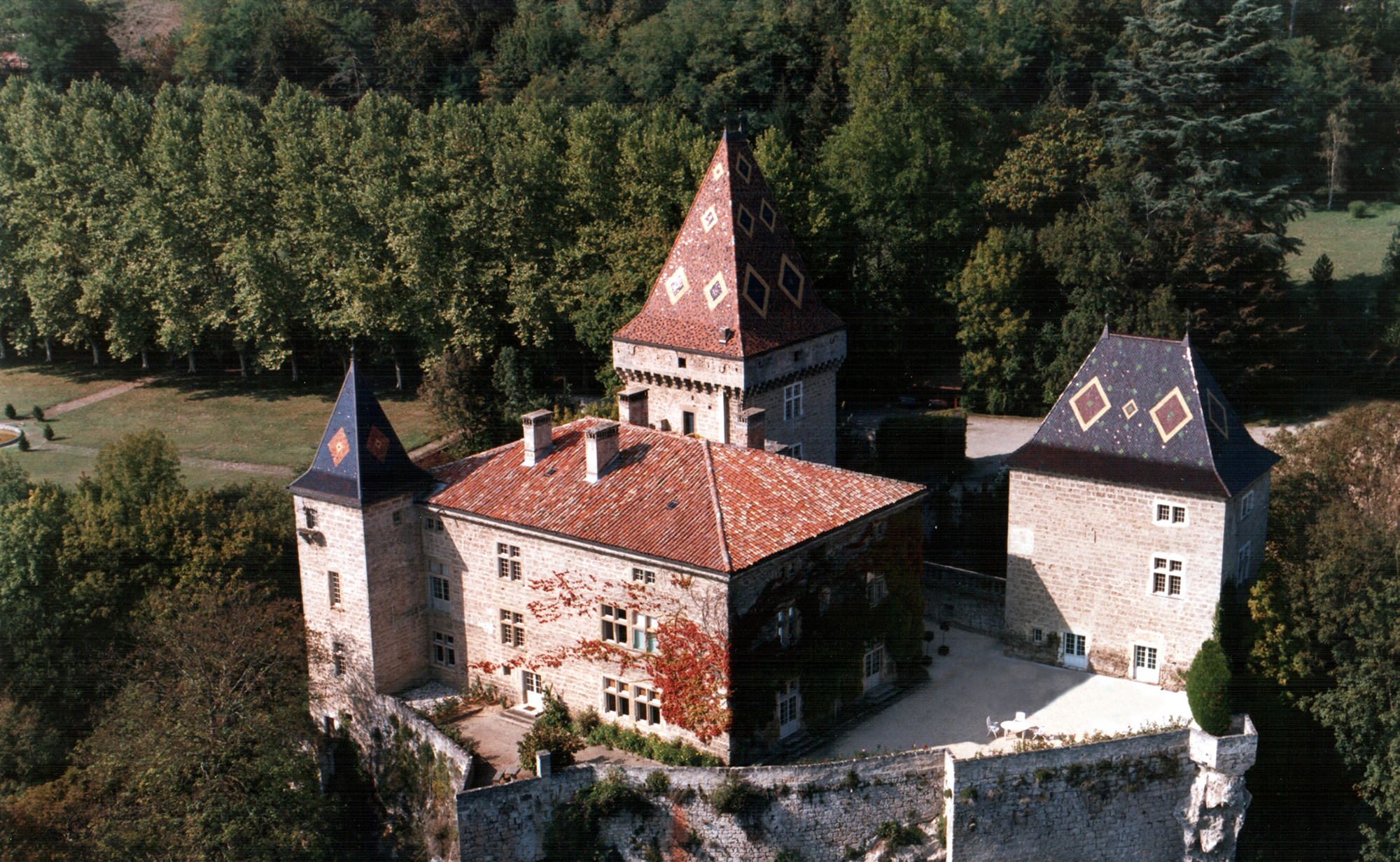
Schloss La Sône
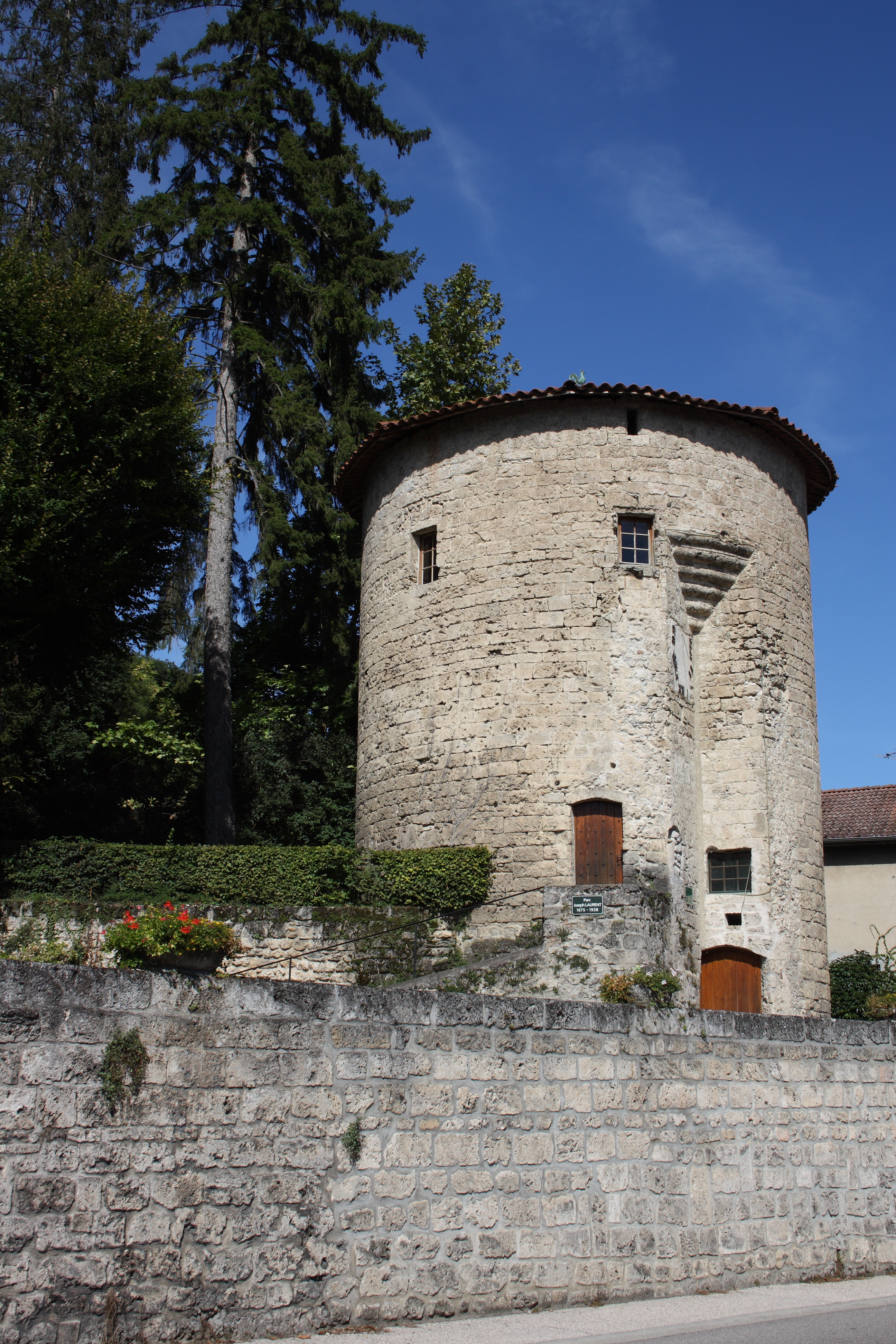
Turm